# Spoorlijn Airvault-Gare - Moncontour
De spoorlijn Airvault-Gare - Moncontour was een Franse spoorlijn van Airvault naar Moncontour. De lijn was 14,0 km lang en heeft als lijnnummer 575 000.

## Geschiedenis
De lijn werd geopend door de Administration des chemins de fer de l'État op 7 april 1884. Reizigersverkeer werd opgeheven op 15 mei 1939, goederenvervoer was er tot 1 september 1941. Daarna is de lijn volledig opgebroken.

## Aansluitingen
In de volgende plaatsen is of was er een aansluiting op de volgende spoorlijnen:
Airvault-Gare
RFN 500 000, spoorlijn tussen Chartres en Bordeaux-Sain-Jean
Moncontour
RFN 574 000, spoorlijn tussen Poitiers en Arçay